# Dentinho (voleibolista)
Roberto Alexandre Cattaneo (São Bernardo do Campo, 23 de abril de 1970) é ex-voleibolista indoor brasileiro que atuou como  Ponta pela  Seleção Brasileira, pela qual conquistou na categoria de base a medalha de ouro no Mundial da Grécia em 1989 e pela seleção principal foi semifinalista no Campeonato Mundial de 1990 no Japão.Em clubes foi finalista do Campeonato Mundial de Clubes de  de 1991, obtendo a medalha de prata pelo extinto Banespa.

## Carreira
Dentinho foi convocado para Seleção Brasileira, nas categorias de base, pela qual disputou o Mundial Juvenil realizado em Atenas-Grécia, com uma boa campanha, apenas duas derrotas, obteve a medalha de bronze.
De São Bernardo do Campo, migrou para Betim, MG onde jogou pelo Teuto/Betim,e neste iniciou sua carreira.Jogou no Banespa e conquistou a medalha de prata no Campeonato Mundial de Clubes de 1991 em São Paulo-Brasil, época que a competição ainda não era chancelada pela FIVB-Federação Internacional de Voleibol].
Em 1993 reforçou o Report/Suzano na conquista da Liga Nacional de Voleibol Masculino da temporada 1993-94, conquistando seu primeiro título naciona.
Atuou pela Olympikus/Telesp na temporada 1995-96, onde disputou a Superliga Brasileira A, conquistando o bicampeonato nacional, sendo eleito a Revelação desta edição.Na temporada seguinda transfere-se para o voleibol japonês, onde defendeu o Nippon Stell , onde jogou ao lado do central : Toaldo, obtendo o título da Liga Japonesa A temporada 1996-97.
Transferiu-se para o voleibol italiano para defender o Della Rovere Carifano Fanona temporada 1998-99, terminando na decimal segunda posição da Liga A1 Italiana e não foi bem também na Copa A1 da Itália, sofrendo eliminação nas oitavas de final.
Retornando ao Brasil acertou com o Telemig Celular/Minas, mesmo no banco de reserva devido às dificuldades para readaptar-se, participou do bicampeonato do clube na Superliga Brasileira A 2000-01, sendo o seu terceiro título nacional.Dentinho não renovou seu contrato com o Telemig Celular, a exemplo de Giba; recebeu proposta do voleibol italiano, mas optou pela proposta do voleibol português, assinando com o Castelo da Maia Ginásio Clube para temporada 2001-02 e foi campeão do Campeonato Portugues e ouro na Taça de Portugal.
Retornou ao Brasil e disputou o Campeonato Paulista de 2002 pelo Lupo Náutico.

## Títulos e Resultados
- 2001-02- Campeão do Taça de Portugal [8]
- 2001-02- Campeão do Campeonato Português [8]
- 2000-01- Campeão da Superliga Brasileira  A [4]
- 1998-99- 12º Lugar da Liga A1 Italiana [6]
- 1996-97- Campeão  da Liga Japonesa A [5]
- 1995-96- Campeão da Superliga Brasileira  A [4]
- 1993-94- Campeão da Liga Nacional de Voleibol Masculino [4]

## Premiações Individuais
- Revelação da Superliga Brasileira de Voleibol Masculino de 1995-96

## Ligações Externas
- Perfil Dentinho (it)